# Polyodontes oculea
Polyodontes oculea är en ringmaskart som först beskrevs av Treadwell 1901.  Polyodontes oculea ingår i släktet Polyodontes och familjen Acoetidae. Inga underarter finns listade i Catalogue of Life.